# 夢?
「夢?」（ゆめじゃない、英: Dream?）は、日本のミュージシャン・はてなのメジャーデビューシングル。2020年11月15日にAriola Japanより発売。

## 概要
- 自身のメジャーデビューシングル[2]。
- テレビ朝日系アニメ『体操ザムライ』エンディング・テーマ[4]
- 期間生産限定盤のジャケットは『体操ザムライ』描き下ろしアニメジャケット仕様、トールデジパック仕様。
- 2020年11月9日、ジャケット写真を公開[5]。
  - 同日、iTunesのプリオーダー開始[5]。
- 2020年12月3日、ミュージック・ビデオが公開。
- 2021年7月21日、この曲のサーモグラフィー動画が公開[6]。

## ミュージック・ビデオ
ミュージック・ビデオは、ドット絵と3DCGがハイブリッドに交差し融合した、3D-PixstalgicCGで表現されたRPGファンタジーを軸に物語が展開。時空を旅する7人の登場人物が、"夢じゃない"自分たちの人生というストーリーを歩んでいく様子がノスタルジック・ニューウェーブな世界観で描かれており、今後のはてなの活動に繋がる重要なピースが散りばめられている。

## 収録内容

### 通常盤
| 全作詞: いしわたり淳治、全作曲: はてな、全編曲: HIDEYA KOJIMA。 |           |                |            |      |
| #                                                               | タイトル  | 作詞           | 作曲・編曲 | 時間 |
| 1.                                                              | 「夢?」   | いしわたり淳治 | はてな     | 4:14 |
| 合計時間:                                                       | 合計時間: | 4:14           |            |      |

### 期間生産限定盤
| #         | タイトル                     | 作詞  | 作曲・編曲 | 時間 |
| --------- | ---------------------------- | ----- | ---------- | ---- |
| 1.        | 「夢?」                      |       |            | 4:15 |
| 2.        | 「夢?」(-Remix ver.-)        |       |            | 3:32 |
| 3.        | 「夢?」(-TV size ver.-)      |       |            | 1:31 |
| 4.        | 「夢?」(-Instrumental ver.-) |       |            | 4:14 |
| 合計時間: | 合計時間:                    | 13:32 |            |      |

| #  | タイトル                                                                    | 作詞 | 作曲・編曲 |
| -- | --------------------------------------------------------------------------- | ---- | ---------- |
| 1. | 「TVアニメ「体操ザムライ」ノンクレジットエンディングムービー」(Music Video) |      |            |

## 特典
出典：
| 地方               | 都府県             | 店舗                                        | 特典                 | 備考 |
| ------------------ | ------------------ | ------------------------------------------- | -------------------- | ---- |
| 関東               | 東京都             | AKIHABARAゲーマーズ本店                     | オリジナルステッカー |      |
| 関東               | 東京都             | ソフマップAKIBA①号店 サブカル・モバイル館   | オリジナルステッカー |      |
| 関東               | 東京都             | ソフマップAKIBA④号店 アミューズメント館     | オリジナルステッカー |      |
| 関東               | 東京都             | タワーレコード 新宿店                       | オリジナルステッカー |      |
| 関東               | 東京都             | タワーレコード 池袋店                       | オリジナルステッカー |      |
| 関東               | 東京都             | 銀座山野楽器 調布パルコ店                   | オリジナルステッカー |      |
| 中部               | 愛知県             | タワーレコード 名古屋近鉄パッセ店           | オリジナルステッカー |      |
| 近畿               | 大阪府             | Joshin日本橋店                              | オリジナルステッカー |      |
| オンラインショップ | オンラインショップ | HMV&BOOKS online                            | オリジナルステッカー |      |
| オンラインショップ | オンラインショップ | Sony Music Shop                             | オリジナルステッカー |      |
| オンラインショップ | オンラインショップ | TOWER RECORDS ONLINE                        | オリジナルステッカー |      |
| オンラインショップ | オンラインショップ | TSUTAYAオンラインショッピング（予約分のみ） | オリジナルステッカー |      |
| オンラインショップ | オンラインショップ | セブンネットショッピング                    | オリジナルステッカー |      |
| オンラインショップ | オンラインショップ | ネオウィング                                | オリジナルステッカー |      |
| オンラインショップ | オンラインショップ | 楽天ブックス                                | オリジナルステッカー |      |
| 全国               | 全国               | TSUTAYA RECORDS（一部店舗除く）             | オリジナルステッカー |      |
| 全国               | 全国               | アニメイト（通販含む）                      | オリジナルステッカー |      |